# 做旧
做旧即将现代仿古收藏物加工为旧物，多用于旅游纪念品和文物欺骗。与文物修复不同。做旧有几大分类，书画、铜器、瓷器、玉器等，此外電影、戲劇等亦用此方法製造有陈旧、殘破感的道具。